# یخچال شوکت‌آباد
یخچال شوکت‌آباد مربوط به دوره قاجار است و در ۳ کیلومتری جنوب شرقی بیرجند واقع شده و این اثر در تاریخ ۱ تیر ۱۳۷۶ با شمارهٔ ثبت ۱۸۷۸ به‌عنوان یکی از آثار ملی ایران به ثبت رسیده است.